# Nosník

Prostý nosník namáhaný ohybem

Animace průběhu ohybového momentu pro nosník na pružném podkladu

Nosník je nosná část nějakého technického díla, která je určena pro přenos sil. Obvykle se jedná o statický přenos silového působení jiných těles, spíše výjimečně se jedná o nějaký typ dynamického namáhání. S pojmem se nejčastěji setkáváme zejména ve stavebnictví a v architektuře u velkých staveb, v oblasti strojnictví pak zejména u velkých strojních zařízení. Nosníkem může být v praxi příčná vzpěra, šikmá výztuha či horizontálně vetknutá konzola apod. Nosníky proto bývají považovány nejčastěji za vodorovné nosné konstrukce, převažujícím statickým namáháním je obvykle ohyb.
Příkladem dynamicky namáhaného nosníku mohou být hřídele točivých strojů.
Zvláštním případem nosníku je také nosník na pružném podkladu, tj. nosník spojitě podložený po celé délce nebo části své délky na pružném podloží (např. na železobetonu, zemině, sněhu atp.). Výjimkou bývá nosný sloup, který obvykle mezi označení nosník nepatří.

## Možné způsoby použití
V praxi se vyskytují různé druhy nosníků:
- vetknutý nosník (konzola)
- prostý nosník – nosník na dvou podporách – pevné a posuvné (volné), která drží radiálně (napříč), ne však axiálně (podél).
- spojitý nosník – nosník o více polích s několika podporami
- Gerberův nosník – nosník s vloženými vnitřními klouby
- Nosník na pružných podporách
- nosník na pružném podkladu
- další

## Druhy nosníků
- válcované nosníky, válcovaný profil
- svařované nosníky
- nýtované nosníky

Nosníky lze také dělit na přímé nebo křivé a na rovinné nebo prostorové anebo podle materiálu na železobetonové, dřevěné, ocelové atp.